# Nadja (André Breton)
Pour les articles homonymes, voir Nadja.
Nadja est un récit autobiographique d'André Breton publié en 1928, revu et corrigé par l'auteur en 1962 (publié en mai 1963). Avec le ton neutre du « procès-verbal », du document « pris sur le vif », Breton rend compte « sans aucune affabulation romanesque ni déguisement du réel » des événements quotidiens survenus durant neuf jours entre lui et une jeune femme rencontrée le 4 octobre 1926 à Paris, Léona Delcourt, qui se surnommait elle-même « Nadja ». Faussement romanesque, largement autobiographique et formant prétexte à multiples divagations théoriques ou poétiques, ce récit vise à instaurer un genre neuf.

## Résumé
Nadja est composé en trois parties.
La première partie s'ouvre par la question « Qui suis-je ? » La méthode d'investigation de Breton ne consiste pas en une introspection ni une analyse psychologique, mais la relation d'anecdotes, d'impressions, en apparence insignifiantes, de menus faits dont le caractère commun est d'appartenir à la vie et non à la littérature. Il estime que ces faits en apprennent davantage sur les individus que de longs témoignages ou commentaires. Il s'insurge contre l'illusion des romanciers qui croient pouvoir créer des personnages distincts d'eux-mêmes ou d'autres êtres du réel.
Le second temps de cette première partie consiste en une suite de séquences disparates situées entre 1916 et 1927 et rapportées sans ordre chronologique : la double rencontre avec Paul Éluard, la visite de Lise Meyer au Bureau de recherches surréalistes, la rencontre avec Fanny Beznos aux Marché aux puces de Saint-Ouen, le compte rendu du drame Les Détraquées que Breton est allé voir « sur la foi que la pièce […] ne pouvait être mauvaise, tant la critique se montrait acharnée contre elle, allant jusqu'à réclamer l'interdiction. »
La deuxième partie est constituée de la relation de la rencontre d'André Breton et Nadja qui commence le 4 octobre 1926 et s'achève le 13. Par une fin d'après-midi « tout à fait désœuvré et très morne, » il aperçoit une jeune femme très pauvrement vêtue, allant en sens inverse, la tête haute contrairement à tous les passants, curieusement fardée, avec un sourire imperceptible et des yeux tels qu'il n'en avait jamais vu. Il l'aborde, elle ne le repousse pas. Elle vit à Paris depuis qu'elle a quitté Lille il y a deux ou trois ans. Elle dit se prénommer « Nadja parce qu'en russe c'est le commencement du mot espérance, et parce que ce n'en est que le commencement. ». Au moment de se séparer, Breton lui demande qui elle est. « Je suis l'âme errante », répond-elle. Ils conviennent de se revoir le lendemain, Breton lui apportera quelques-uns de ses livres.
Dès la troisième rencontre, Nadja parle du pouvoir que Breton aurait sur elle, « de la faculté qu'il a de lui faire penser et faire ce qu'il veut, peut-être plus qu'il ne croit vouloir. » Elle le supplie de ne rien entreprendre contre elle. Elle lui apprend l'existence de sa fille. Elle lui raconte également son arrestation à Paris après avoir transporté de la drogue depuis La Haye (Hollande). Elle a été relâchée le jour même grâce à l'intervention d'un juge ou d'un avocat, nommé G…. dont elle reçoit, depuis, des lettres « éplorées, déclamatoires, ridicules, pleines de supplications et de poèmes stupides démarqués de Musset. » André Breton est mécontent de lui : il n'aime pas Nadja, pourtant il s'ennuie quand il ne la voit pas.
Tout au long de leur pérégrination rôdent autour d'eux une succession de personnages des plus étranges dans leur tenue ou leur comportement : un ivrogne qui ne cesse de répéter les mêmes mots obscènes mêlés à des paroles incohérentes, un autre qui insiste pour qu'on l'amène dans une rue précise, « un vieux quémandeur comme je n'en ai jamais vu » qui vend des images relatives à l'histoire de France, un serveur de restaurant d'une extrême maladresse, comme fasciné et pris de vertige à cause de Nadja, et des hommes qui lui adressent des signes de connivence.
Le soir du 10 octobre, Nadja prédit à André Breton qu'il écrira un roman sur elle : « Je t'assure. Ne dis pas non. Prends garde : tout s'affaiblit, tout disparaît. De nous il faut que quelque chose reste... »
Deux jours plus tard, Nadja lui donne un dessin, le premier qu'il voit : une étoile noire à cinq branches, un masque carré, ces deux éléments reliés par un trait en pointillés où se rencontrent un crochet et un cœur également en pointillé ; à droite, Nadja a dessiné une bourse et écrit, au-dessus, quatre mots : « L'Attente, L'Envie, L'Amour, L'Argent. »
Breton décide d'emmener Nadja hors de Paris. À la gare Saint-Lazare, ils prennent un train pour Saint-Germain-en-Laye. Arrivés à une heure du matin, ils prennent une chambre à l'hôtel. Dans la réédition de 1963, la mention de l'hôtel est effacée, comme si Breton voulait « gommer l'accomplissement charnel. » Cependant, plus loin, il confie avoir « vu ses yeux de fougère s'ouvrir le matin sur un monde où les battements d'ailes de l'espoir immense se distinguent à peine des autres bruits qui sont ceux de la terreur […] »
Quelques mois plus tard, Nadja sombre dans la folie. On l'interne à l'asile de Perray-Vaucluse, à Sainte-Geneviève-des-Bois, dans la banlieue sud de Paris.
Rejetant par avance les conclusions des uns qui pourraient voir cette issue comme une conséquence trop prévisible, et les accusations des autres qui lui reprocheraient « une valeur terriblement déterminante [qu'il a apportée] aux idées déjà délirantes de Nadja », André Breton remet en cause l'institution psychiatrique où l'on « fait les fous tout comme dans les maisons de correction on fait les bandits. »
La troisième partie commence, « alors que Nadja [...] est si loin, », par une réflexion de Breton sur l'intérêt que l'on peut porter à un livre une fois achevé. L'histoire de Nadja est terminée mais le récit se poursuit par la célébration de sa nouvelle passion amoureuse : Suzanne Muzard. De la litanie des « Toi » au dramatique fait divers recopié d'un journal et élevé à la valeur symbolique, elle est la femme qui « s'est substituée aux formes qui [lui] étaient les plus familières... » et devant qui doit « prendre fin [une] succession d'énigmes. » « Cette conclusion ne prend même son vrai sens et toute sa force qu'à travers toi. » Sa définition de la beauté qui ferme le livre propose une réponse au « Qui suis-je ? »et au « Qui vive ? » : « La beauté sera CONVULSIVE ou ne sera pas. »

## Les circonstances de l'écriture
Les deux premières parties ont été écrites au mois d'août 1927 au manoir d'Ango près de Varengeville-sur-Mer, (Seine-Maritime), mais également près de Pourville-sur-Mer (à 6 km de Varengeville) où réside l'inaccessible Lise Meyer à qui André Breton fait « une cour […] tour à tour pleine d'espoir et désespérée » et qui est la source d'un « tourment incessant et usant » De retour à Paris, début septembre, André Breton s'enquiert des illustrations auxquelles il attribue des fonctions unificatrices.
Début novembre, au Café Cyrano, le rendez-vous des surréalistes, Breton lit les deux premières parties de Nadja. L'écrivain Emmanuel Berl est venu avec sa maîtresse Suzanne Muzard. C'est le coup de foudre réciproque. Ils décident de quitter Paris et passent une quinzaine de jours dans le sud de la France. Mais elle ne veut pas se séparer de Berl. De retour à Paris à la mi-décembre, Breton ajoute une troisième partie.
Pour la réédition de 1963, André Breton écrit un Avant-dire et ajoute quelques photos qui n'avaient pu être réalisées au moment de la première édition. Sur le texte, près de 300 corrections ont été faites : toutes les modifications ont été recensées par Claude Martin dans la Revue d'histoire littéraire de la France.
Dans une lettre à Jean Paulhan du 2 décembre 1939, André Breton lui fait part de son souhait de réunir Nadja, Les Vases communicants, et L'Amour fou sous une même couverture : « ainsi pourrait être obtenue en partie l'unification que je souhaite rendre manifeste entre les trois livres. »

## Les illustrations
Dès son Avant-dire, nouvelle préface à la réédition de l’ouvrage en 1963, André Breton prévient que « l’abondante illustration photographique avait pour but d’éliminer toute description – celle-ci frappée d’inanité dans le Manifeste du surréalisme. »
L’édition de 1928 qui comprend un total de 44 images : photographies authentiques de portraits et de lieux, reproduction de documents, de tableaux, d’œuvres, de dessins dont ceux de Nadja elle-même, montre que les composantes du corpus iconographique et sa cohérence narrative dépassent le simple exercice de description.
La réédition de 1963 comporte des retouches dans le texte ainsi que dans la sélection des images : le montage de négatifs « les yeux de fougères » de Najda, ainsi l’attribution de dix photographies à Jacques-André Boiffard, « oublié » dans l’édition de 1928.
Les photographies et leur auteur sont citées dans leur ordre d'apparition :

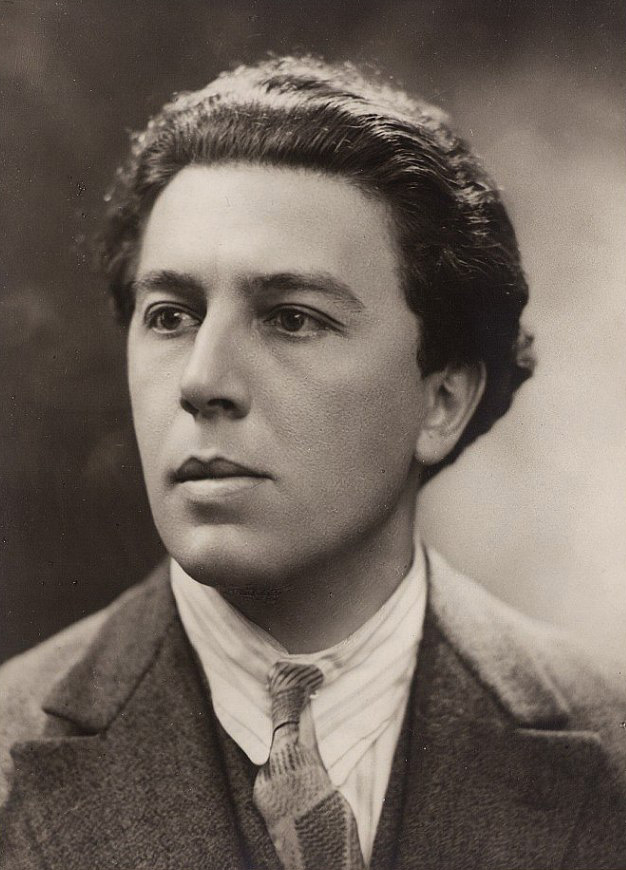
André Breton en 1927
photographie d'Henri Manuel

- L'hôtel des Grands Hommes, Jacques-André Boiffard, p. 654[39]
- Le colombier du Manoir d'Ango, p. 653
- La statue d'Étienne Dolet, p. 656
- Paul Éluard, portrait de Man Ray, p. 657
- Magasin Bois & Charbons, Jacques-André Boiffard, p. 659
- Benjamin Péret, portrait de Man Ray, p. 660
- Robert Desnos plongé dans un « sommeil forcé », deux photos de Man Ray, p. 662
- « La très belle et inutile Porte Saint-Denis », Jacques-André Boiffard, p. 664
- Une scène des Détraquées de Pierre Palau, photo d'Henri Manuel, p. 671
- L'actrice Blanche Derval, portrait d'Henri Manuel, p. 674
- Au Marché aux puces de Saint-Ouen, p. 677
- Objet non identifié, p. 678
- Gant de femme en bronze, p. 680
- La librairie de L'Humanité, Jacques-André Boiffard, p. 684
- Le restaurant À la nouvelle France, p. 692
- Mme Sacco, voyante, p. 693
- Le marchand de vins, Place Dauphine, Jacques-André Boiffard, p. 696
- Un bassin avec jet d'eau, Jacques-André Boiffard, p. 699
- La Profanation de l'Hostie, détail de la prédelle de Paolo Uccello, p. 704
- Magasin de camées durs, rue de Rivoli, Jacques-André Boiffard, p. 709
- Enseigne du Sphinx-Hôtel, Boulevard de Magenta, Jacques-André Boiffard, p. 711
- Nadja, « ses yeux de fougère », photomontage d'André Breton[40], p. 715
- Le château de Saint-Germain-en-Laye, p. 717
- Le Joueur de guitare, tableau de Juan Gris, p. 729
- L'Angoissant Voyage, tableau de Giorgio De Chirico, p. 730
- Masque de Nouvelle-Bretagne, p. 731
- Mais les hommes n'en sauront rien, tableau de Max Ernst, p. 732
- Statue-fétiche de l'Île de Pâques, p. 733
- Affiche publicitaire pour l'ampoule Mazda, Jacques-André Boiffard, p. 734
- Le professeur Henri Claude, portrait d'Henri Manuel, p. 737
- Buste d'Henri Becque, André Bouin en 1962, p. 742
- André Breton portrait d'Henri Manuel, p. 745
- « Cette femme feignant de se dérober dans l'ombre pour attacher sa jarretelle… », statue de cire du musée Grévin, Pablo Volta en 1959, p. 747
- Les Aubes, plaque indicatrice du restaurant Sous Les Aubes à Avignon, Valentine Hugo en 1932, p. 750.

Documents
- Programme du film L'Étreinte de la pieuvre : 5e épisode, p. 665
- Lettre de L. Mazeau à propos du Théâtre Moderne
- En tête du troisième des Dialogues entre Hylas et Philonous de George Berkeley, p. 700
- Image de Histoire de la France, p. 706

Dessins de Nadja :
- L'Attente - L'Envie - L'Amour - L'Argent, p. 712
- La Fleur des amants, p. 720
- Un portrait symbolique d'elle et de moi…, p. 722
- Le Rêve du chat, dessin et collage, p. 723
- De manière à pouvoir varier l'inclination de la tête…, dessin et collage (autoportrait de Nadja ?), p. 724
- Qui est-elle ?, p. 725
- Le Salut du diable, p. 725
- Un vrai bouclier d'Achille…, p. 726
- Au dos de la carte postale…, p. 728
- L'Âme du blé, p. 738.

André Breton en reprendra le principe pour Les Vases communicants (1932) et L'Amour fou (1937).

## Réception de l'œuvre
Lors de sa parution, le texte du bandeau annonçait un livre « pour les femmes de vingt-cinq à trente ans - pour une femme de vingt-cinq à trente ans. »
Le 9 août 1928, dans une lettre à Paul Éluard, André Breton évoque le « silence à peu près complet sur Nadja publié deux mois auparavant ». Cependant quelques critiques favorables ont déjà paru dans les Cahiers du sud du 1er décembre 1927 et dans Chantiers numéro de janvier 1928 où Joë Bousquet voit en Breton « l'écrivain le plus puissant de sa génération. »
Dans les Nouvelles littéraires du 22 septembre 1928, Edmond Jaloux craint de « trahir un texte qu'il aime. » Pour René Crevel dans Comœdia du 1er septembre 1928, avec Nadja et le Traité du style de Louis Aragon, le surréalisme s'affirme comme « le plus grand mouvement de libération intellectuelle qu'il y ait eu depuis des siècles. » De même Georges Altman, ancien du groupe Clarté, dans l'Humanité du 3 décembre 1928, chroniquant ces deux mêmes ouvrages, il affirme qu'« Aragon et Breton font œuvre de révolte. » C'est « une œuvre classique dans le surréalisme » écrit Léon Pierre-Quint dans l' Europe nouvelle du 3 septembre 1928. Pour Daniel-Rops dans La Voix du 1er novembre 1928, Nadja est « le Chef-d'œuvre du surréalisme » et dans La Nouvelle Revue française du même jour, Claude Estève écrit que « le surréalisme jusqu'ici incline vers l'immanence, vers l'au-delà intérieur […] Avec Nadja, certains épisodes ouvrent des aperçus sur une sorte de finalité humaine de l'univers. » Pour Georges Dupeyron dans Signaux no 1 du 1er décembre 1928, Nadja se trouve dans la tradition vraiment française : celle de La Princesse de Clèves, « mais il la renouvelle par une présentation inattendue des vies intérieures et des décors. »
À l'étranger également, quelques articles favorables paraissent. Ainsi à Bruxelles, dans Variétés du 15 août 1928, à Anvers, dans Le Journal du 18 août 1928, à Buenos-Aires, dans La Nación du 9 décembre 1928, à Varsovie, dans Wladomosci literackie d'avril 1929 et à Mayence, dans La Revue rhénane du 1er juin 1929.
Pour les réactions défavorables, Louis Le Sidaner, dans la Nouvelle revue critique de mars 1929, mêle critique et éloge tout en qualifiant Nadja de « roman surréaliste. » Dans L'Intransigeant du 8 août 1928, le critique y voit des anecdotes curieuses commentées par des photographies « presque toujours amusantes » tandis que celui de La Nouvelle Semaine littéraire et artistique n'y voit qu'un « procès-verbal spirite signant la mort du surréalisme. » L'écrivain Paul Morand, dans les Nouvelles littéraires du 10 novembre 1928, chroniquant en parallèle le livre d'André Malraux, Les Conquérants et rangeant Nadja dans la catégorie des romans s'interroge : « Ces romanciers, où nous mènent-ils ? » Dans un article de 20 pages intitulé Le surréalisme ou la fausse évasion. - Nadja qui paraît dans La Vie intellectuelle du 1er mars 1929, André Harlaire dénonce une « perpétuelle déception… livre gris, uniforme, qui avance dans un rythme froid…  livre de pur désespoir. » Pour lui, « le surréel c'est le refus de Dieu. »
Plus inattendu, dans le magazine spécialisé Arts et décorations du 1er janvier 1930, Louis Chéronnet considère qu' André Breton « [a] réussi à composer en marge de son livre un commentaire troublant dont chaque image, par la vertu d'un certain décalage, [est] un piège où trébuch[e] notre subconscient. » Toutefois, il attribue les photographies à « un trésor d’épreuves laissé par Atget » auquel Breton a eu recours.
À l'occasion de la réédition revue et augmentée, le poète Alain Bosquet jugeait, dans le quotidien Le Monde du 18 juin 1962 que « L'Amour fou et Nadja n'ont pas besoin d'une étiquette, fût-elle prestigieuse, pour être parmi les proses les plus impérissables de ce siècle. »

## Léona Delcourt alias Nadja
Léona Camille Ghislaine Delcourt est née le 23 mai 1902 à Saint-André, commune de la banlieue lilloise. Elle est la seconde fille d'un père voyageur pour bois et d'une mère belge ouvrière mécanicienne ayant quitté la Belgique pour échapper à la misère.
En 1920, Léona donne naissance à une fille dont le père, inconnu, serait un officier anglais. Comme elle refuse de se marier pour sauver les apparences, ses parents proposent qu'elle parte pour Paris sous la surveillance d'un vieil industriel qui fera office de protecteur. Ils se chargeront de l'éducation de sa fille. Elle quitte Lille pour Paris en 1923. Son protecteur loue pour elle un petit appartement près de l'église Notre-Dame-de-Lorette.
Quand elle rencontre André Breton, elle habite à l'hôtel du Théâtre près du Théâtre des Arts, avenue des Batignolles. « Peut-être vendeuse, employée, figurante ou danseuse, elle fréquente des milieux marginaux qui l'incitent au trafic de drogue ». Ce qui lui vaudra d'être arrêtée avec de la cocaïne dans son sac.
Après le 13 octobre, André Breton reverra Nadja « bien des fois. » De son côté, elle lui enverra de nombreuses lettres et quelques dessins jusqu'à son internement en février 1927. Ils ont probablement convenu d'écrire chacun de leur côté un récit des événements qu'ils viennent de vivre. Début novembre, Nadja lui fait part de sa désapprobation du texte de Breton : « Comment avez-vous pu écrire de si méchantes déductions de ce qui fut nous, sans que votre souffle ne s'éteigne ?... C'est la fièvre n'est-ce pas, ou le mauvais temps qui vous rendent ainsi anxieux et injuste ! […] Comment ai-je pu lire ce compte rendu… entrevoir ce portrait dénaturé de moi-même, sans me révolter ni même pleurer… » De son côté, André Breton est déçu par le cahier dans lequel Nadja s'est confiée. Il le trouve trop « pot-au-feu. »
Le 21 mars 1927, à la suite d'une crise d'angoisse, Nadja est emmenée par la police. Le médecin-chef de l'infirmerie du dépôt diagnostique des « troubles psychiques polymorphe [et des] phases d'anxiété avec peur » et l'envoie à l'hôpital Sainte-Anne. Le 24 mars elle est transférée à l'asile du Perray-Vaucluse à Sainte-Geneviève-des-Bois, (Essonne) puis, le 16 mai 1928, à l'asile de Bailleul, (Nord) près de Lille. Elle y meurt le 15 janvier 1941 de « cachexie néoplasique », cause officielle du décès.

## Début et fin de l'œuvre
« Qui suis-je ? Si par exception je m'en rapportais à un adage : en effet pourquoi tout ne reviendrait-il pas à savoir qui je « hante » ? Je dois avouer que ce dernier mot m'égare, tendant à établir entre certains êtres et moi des rapports plus singuliers, moins évitables, plus troublants que je ne pensais. »
« Un journal du matin suffira toujours à me donner de mes nouvelles : X…, 26 décembre. - L'opérateur chargé de la station de télégraphie sans fil située à l'Île du Sable, a capté un fragment de message qui aurait été lancé dimanche soir à telle heure par le… Le message disait notamment : « Il y a quelque chose qui ne va pas » mais il n'indiquait pas la position de l'avion à ce moment, et, par suite de très mauvaises conditions atmosphériques et des interférences qui se produisaient, l'opérateur n'a pu comprendre aucune autre phrase, ni entrer de nouveau en communication. Le message était transmis sur une longueur d'onde de 625 mètres ; d'autre part, étant donné la force de réception, l'opérateur a cru pouvoir localiser l'avion dans un rayon de 80 kilomètres autour de l'Île du Sable.
La beauté sera CONVULSIVE ou ne sera pas. »